# Adult Contemporary (parada musical)
O Adult Contemporary é um gráfico publicado semanalmente pela revista Billboard que contém a lista das canções mais populares das estações de rádio adult contemporary e "lite-pop" nos Estados Unidos.
Ao longo dos anos, o gráfico passou por uma série de mudanças de nome, sendo chamado Easy Listening (1961–1962; 1965–1979), Middle-Road Singles (1962–1964), Pop-Standard Singles (1964–1965), Hot Adult Contemporary Tracks (1979–1982) and Adult Contemporary (1983–presente).

## Compilação
O gráfico é compilado com base em dados airplay submetidos à Billboard por estações que são membros do painel de rádio Adult Contemporary, assim como dados das vendas em todos os Estados Unidos. O gráfico estreou na revista Billboard em 17 de julho de 1961.

## 50 Anos
Em 2011, a Billboard lançou um Top 100 comemorativo de 50 anos do AC Chart, com as maiores músicas da história da parada. O #1 deste chart histórico foi a canção "Truly Madly Deeply" da dupla australiana Savage Garden, que permaneceu por 123 semanas no Hot 100, sendo 58 delas no Top 10 e outras 11 no topo, entre 1998 e 2000.

## Ligações Externas
- Billboard Adult Contemporary Chart (em inglês)